# Stora Kils landskommun
Stora Kils landskommun var en tidigare kommun i Värmlands län.

## Administrativ historik
När 1862 års kommunalförordningar trädde i kraft inrättades i Stora Kils socken i Kils härad i Värmland då denna kommun. Den 1 januari 1886 (enligt beslut den 17 april 1885) ändrades namnet till Stora Kil.
I kommunen inrättades 22 februari 1901 Kils municipalsamhälle som sedan upplöstes 31 december 1962.
Vid kommunreformen 1952 kvarstod kommunen oförändrad.
1 januari 1953 överfördes till Stora Kils landskommun och församling från Ulleruds landskommun och Övre Ulleruds församling ett område (Bonserud) med 29 invånare och omfattande en areal av 4,27 km², varav 2,50 km² land.
1 januari 1971 uppgick den i Kils kommun.

### Kyrklig tillhörighet
I kyrkligt hänseende tillhörde kommunen Stora Kils församling.

## Kommunvapen
Blasonering: I fält av silver en blå kil.
Vapnet fastställdes 1963, och övertogs 1971 av Kils kommun.

## Geografi
Stora Kils landskommun omfattade den 1 januari 1952 en areal av 172,05 km², varav 144,63 km² land.

### Tätorter i kommunen 1960
I Stora Kils kommun fanns tätorten Kil, som hade 3 288 invånare den 1 november 1960. Tätortsgraden i kommunen var då 69,7 procent.

## Politik

### Mandatfördelning i valen 1938-1966
| 9 | 3 | 6 | 5 | 2 |

| 24 |

| 12 | 7 | 4 | 2 |

| 22 |

| 2 | 10 | 7 | 4 | 2 |

| 21 | 4 |

| 12 | 7 | 4 | 2 |

| 22 |

|  | 11 | 5 | 5 | 3 |

| 22 |

|  | 12 | 5 | 4 | 3 |

| 22 |

| 13 | 5 | 5 | 2 |

| 20 | 5 |

| 11 |  | 5 | 5 | 3 |

| 23 |